# Convolvulus ocellatus
Convolvulus ocellatus är en vindeväxtart som beskrevs av William Jackson Hooker. Convolvulus ocellatus ingår i släktet vindor, och familjen vindeväxter. Utöver nominatformen finns också underarten C. o. plicinervius.